# Reinhard Höllerich
Reinhard Höllerich (* 17. August 1947 in Rehau; † 9. Januar 2020 ebenda) war Gymnasiallehrer, Schriftsteller, Mundart- und Heimatforscher.

## Lebensdaten
Reinhard Höllerich studierte von 1967 bis 1975 an der Friedrich-Alexander-Universität Erlangen-Nürnberg Germanistik, Geographie und Geschichte. In den Jahren von 1968 bis 1971 war er als studentischer Mitarbeiter am Ostfränkischen Wörterbuch tätig. Das Staatsexamen für das Lehramt am Gymnasium legte er 1973 ab. Er promovierte 1975/76 im Fachbereich Sprach- und Literaturwissenschaften mit der Dissertation Historisches Ortsnamenbuch von Bayern/Oberfranken/Ehemaliger Landkreis Rehau und kreisfreie Stadt Selb. Der Eintritt ins Lehramt am Wolfram-von-Eschenbach-Gymnasium in Schwabach erfolgte 1975. Seit 1977 unterrichtete Reinhard Höllerich am Johann-Christian-Reinhart-Gymnasium Hof, seit 1982 war er Fachbetreuer für Geografie, Geschichte und Sozialkunde. Im Jahr 1995 wurde er zum Studiendirektor befördert. Er war Ansprechpartner für Schulgeschichte und den Namenspatron der Schule Johann Christian Reinhart. In der Zeit von 1989 bis 1999 war er ehrenamtlicher Leiter des Museums der Stadt Rehau und Vorsitzender der Regionalgruppe Rehau des Historischen Vereins für Oberfranken. Im Jahr 2012 ging er in Pension. Seine heimatkundlichen Schriften konzentrieren sich auf das Gebiet des Altlandkreises Rehau, was dem heutigen Stadtgebiet Rehau und meist Teilen der angrenzenden Gemeinden und Städte, darunter Selb, Schwarzenbach an der Saale, Oberkotzau und Regnitzlosau entspricht. Seit 1989 war er Fragebogenmitarbeiter am Ostfränkischen Wörterbuch und seit dessen Beendigung und Drucklegung Fragebogenmitarbeiter am Bayerischen Wörterbuch bei der Kommission für Mundartforschung in München. Er war der Sohn von Hans Höllerich. 2019 wurde er mit der Verdienstnadel der Stadt Rehau ausgezeichnet.

## Bibliografie
- Versuch einer stadtgeographischen Skizze von Rehau. In: Kulturwarte – Monatsschrift für Kunst und Kultur, Heft 5/1971.
- Deutung zweier Flurnamen – Raitschin und Kalte Bögen. In: Kulturwarte – Monatsschrift für Kunst und Kultur, Heft 3/1975. S. 43–46.
- Schulzentrum Rosenbühl – Zur Geologie des Untergrundes. In: Jahresbericht des Johann-Christian-Reinhart-Gymnasiums. Hof 1976. S. 4–5.
- Historisches Ortsnamenbuch von Bayern: Oberfranken, Rehau – Selb. Kommission für Bayerische Landesgeschichte, München 1977.
- Zur Deutung des Ortsnamens Rehau. In: Festschrift 550 Jahre Stadt Rehau. Rehau 1977.
- Stadtgeographische Skizze von Rehau. In: Festschrift 550 Jahre Stadt Rehau. Rehau 1977.
- Einleitung zu den Wöchentlichen Historischen Nachrichten 1769. Geschichtliche und landeskundliche Nachrichten aus Rehau, Heft II. Rehau 1979.
- Festschrift des Johann-Christian-Reinhart-Gymnasiums in Hof zum 150jährigen Bestehen der Schule. Hof 1988.
- Mit Hans Bucka: Die Ortsgruppe Rehau im Historischen Verein für Oberfranken. In: Archiv für Geschichte von Oberfranken, Band 73. Bayreuth 1993. S. 467–473.
- Historische Nachrichten vom Rosenbühl. In: Jahresbericht des Johann-Christian-Reinhart-Gymnasiums. Hof 1994. S. 4–5.
- Kunstwiesen und Wiesenwässerungen bei Rehau. In: Archiv für Geschichte von Oberfranken, Band 74. Bayreuth 1994. S. 137–146.
- Museum Rehau - Kleiner Museumsführer. Rehau 1995. (Ausstellung bis 1999)
- Beim Puppenspieler, Festschrift für Volkmar Förster – Die letzten Paradiese. Kulturamt Zwickau 2004. S. 84, 85.
- Dr. Georg Stephan Lechner, Gründer der „Privatunterrichtsanstalt für höhere weibliche Bildung“ in Hof. In: Festschrift 175 Jahre Johann-Christian-Reinhart-Gymnasium. Hof 2013. S. 20–23.
- Reinhart, Rom und das Reinhart-Gymnasium. In: Festschrift 175 Jahre Johann-Christian-Reinhart-Gymnasium. Hof 2013. S. 66–77.
- Die Rehauer Stadtchronik (Abschrift eines Textes von 1804, abgedruckt 1888 im Rehauer Tagblatt). Rehau 2014.
- Der historische Bergbau im Rehauer Gebiet. In: Archiv für Geschichte von Oberfranken, Band 96. Bayreuth 2016. S. 71–97.
- Fabian von Feilitzsch, Luthers Freund und Beschützer. In: Kontakt, Regnitzlosauer Gemeindebrief 1/2017 (März–Mai), S. 14 und 15.
- Bernstein: Rehauer Bier- und Kellerwelt, Marcellus Kaiser Verlag, Buchhandlung SeitenWeise, Rehau 2017.
- Die Obere Mühle in Rehau, Stadt Rehau 2019